# Jules Amigues
Pour les articles homonymes, voir Amigues.
Jules Amigues (alias Sybil), né le 10 août 1829 à Perpignan (Pyrénées-Orientales) et mort le 29 avril 1883 à Paris 9e (Seine), est un homme politique français.

## Biographie
Fils d'un marchand droguiste de l'Aude, Jules Amigues commence, après un passage par l'École d'administration, sa carrière comme correspondant, en Italie, du journal Le Temps. Traducteur de divers ouvrages italiens, il collabore également au Moniteur universel, journal gouvernemental ainsi qu'à divers autres quotidiens. Amigues reste fidèle à la cause bonapartiste après 1870. Il participe aux obsèques de l'empereur Napoléon III en 1873 et fait partie de la délégation chargée de reconnaître le corps du prince impérial à Woolwich. Indépendant de caractère et d'esprit, redoutable polémiste, il participe à la défense du capitaine communard Louis Rossel.
Sous la Troisième République, il poursuit une brillante carrière journalistique dans de nombreux journaux de propagande bonapartiste. Il est ainsi l'auteur d'un pamphlet à l'usage des ouvriers, L'épître au peuple. L'empire et les ouvriers, en 1877 et chroniqueur au Moniteur universel, directeur de L'Espérance nationale, collabore au Figaro et au Petit Caporal. 
Bien que peu connu dans le Nord, il est élu député de la 2e circonscription de Cambrai en 1877, à la suite d'une campagne mouvementée. Mais, invalidé dès l'année suivante, il ne réussit jamais à se faire réélire par les Cambrésiens.
Il est le père du dessinateur Georges Amigues.

## Écrits

### Littéraires
- Les Amours stériles, Recueil de nouvelles (1865)
- Jean de l'Aiguille, Roman historique sur la vie de John Hawkwood (1869)

### Politiques
- La politique d'un honnête homme
- La Commune (Sous-titré: Dédié aux ouvriers et aux bourgeois),  (1871)
- Rossel - Papiers posthumes, recueillis et annotés,  (1871)
- Comment l'empire reviendra : épître au peuple,  (1872)
- Discours au Roy,  (1874)
- Les aveux d'un conspirateur bonapartiste (Sous-titré: histoires d'hier pour servir à l'histoire de demain), (1874)
- Rossel. Lettre à M. Saint-Genest sur le prétorianisme,  (1875)
- La mort de Napoléon III  (Extrait du journal "Le Droit du Peuple"),  (1877)
- L'Empire et les ouvriers  : épître au peuple,  (1877)
- La question de la capitale (Sous-titré: Décapitalisons Paris !),  (1879)

### Autres
- Les fêtes romaines illustrées : feuillets de l'album d'un voyageur,  (1867)

## Distinctions
- : Chevalier de la Légion d'honneur par décret du 15 février 1868[3].